# Oulu Lufthavn
Oulu Lufthavn (IATA: OUL, ICAO: EFOU) er en lufthavn beliggende i Oulunsalo kommune, cirka 10 km syd/vest for Oulu i Finland. I 2008 ekspederede den 687.958 passagerer, hvilket gjorde Oulu til landets anden travleste lufthavn efter Helsinki.

## Landingsbane
Lufthavnen har én landingsbane der er 2501 meter lang og 60 meter bred. Der er installeret instrumentlandingssystem i Kategori II.